# Lygus oregonae
Lygus oregonae är en insektsart som beskrevs av Knight 1944. Lygus oregonae ingår i släktet Lygus och familjen ängsskinnbaggar. Inga underarter finns listade i Catalogue of Life.